# Omonadus signatellus
Omonadus signatellus is een keversoort uit de familie snoerhalskevers (Anthicidae). De wetenschappelijke naam van de soort is voor het eerst geldig gepubliceerd in 1928 door Krekich-Strassoldo.